# Cerkiew św. Rościsława w Znojmie
Cerkiew pod wezwaniem św. Rościsława – prawosławna cerkiew parafialna w Znojmie, w dekanacie igławskim eparchii ołomuniecko-brneńskiej Kościoła Prawosławnego Czech i Słowacji. Obiekt zabytkowy.

## Położenie
Cerkiew znajduje się przy Placu Kapitana Otmara Chlupa.

## Historia
Dawny kościół luterański. Wzniesiony w latach 1910–1911 na ówczesnych przedmieściach Znojma (Nové Sady), według projektu wiedeńskiego architekta Ludwiga Faigla. Po zakończeniu II wojny światowej i wysiedleniu Niemców ze Znojma świątynia nie była użytkowana. W latach 90. XX w. przekazana prawosławnym, odrestaurowana i konsekrowana pod wezwaniem św. Rościsława.

## Architektura
Budowla murowana, w stylu neorenesansowym z elementami secesyjnymi, jednowieżowa.